# Alpine Northwest
Alpine Northwest – jednostka osadnicza w Stanach Zjednoczonych, w stanie Wyoming, w hrabstwie Lincoln.